# S9 (Abüdosz)
Az S9 (vagy Abüdosz-dél S9) egy hatalmas ókori egyiptomi sírkomplexum modern kori neve. A sír Abüdoszban található, nagy valószínűséggel királysír és a XIII. dinasztia korának közepén épült. A körülötte talált leletek bizonyítják, hogy a sír nagyszabású, államilag jóváhagyott kő- és sírrablás áldozatául esett a második átmeneti korban, alig pár évtizeddel elkészülte után, valamint később, a római és kopt időszakban is. Bár a sírtulajdonos kilétére közvetlen bizonyítékok nem maradtak fenn, erős közvetett bizonyítékok utalnak arra, hogy a szomszédos, valamivel kisebb S10 sír az i. e. 1725 körül uralkodó IV. Szobekhotep számára épült; ennek alapján az S9-ről Josef W. Wegner egyiptológus azt feltételezi, Szobekhotep elődje és fivére, az i. e. 1735 körül uralkodó I. Noferhotep sírja lehetett. Wegner szerint lehetséges, hogy a sírt eredetileg piramis koronázta.

## Leírása

### Elhelyezkedése
Az S9 sír a középbirodalom végén, a második átmeneti kor idején épült királyi nekropoliszhoz tartozik, amely a XII. dinasztia idején uralkodó III. Szenuszert sokkal nagyobb sírkomplexumához tartozó felvezető úttól északkeletre terül el, közel Uah-Szut ókori településhez, az úgynevezett „Anubisz hegye” – egy piramis formájú természetes domb –alatt. Elsőként Émile Amélineau tárta föl, majd Ayrton, Weigall és Petrie végzett itt komolyabb feltárást 1901-02-ben. 2014-ben a Pennsylvaniai Egyetem tárta fel Josef W. Wegner vezetésével. A sírt homok borította, és rossz állapotban maradt fenn, a föld alatti kamrák kő tetejét sírrablók vitték el.

### Alaprajza

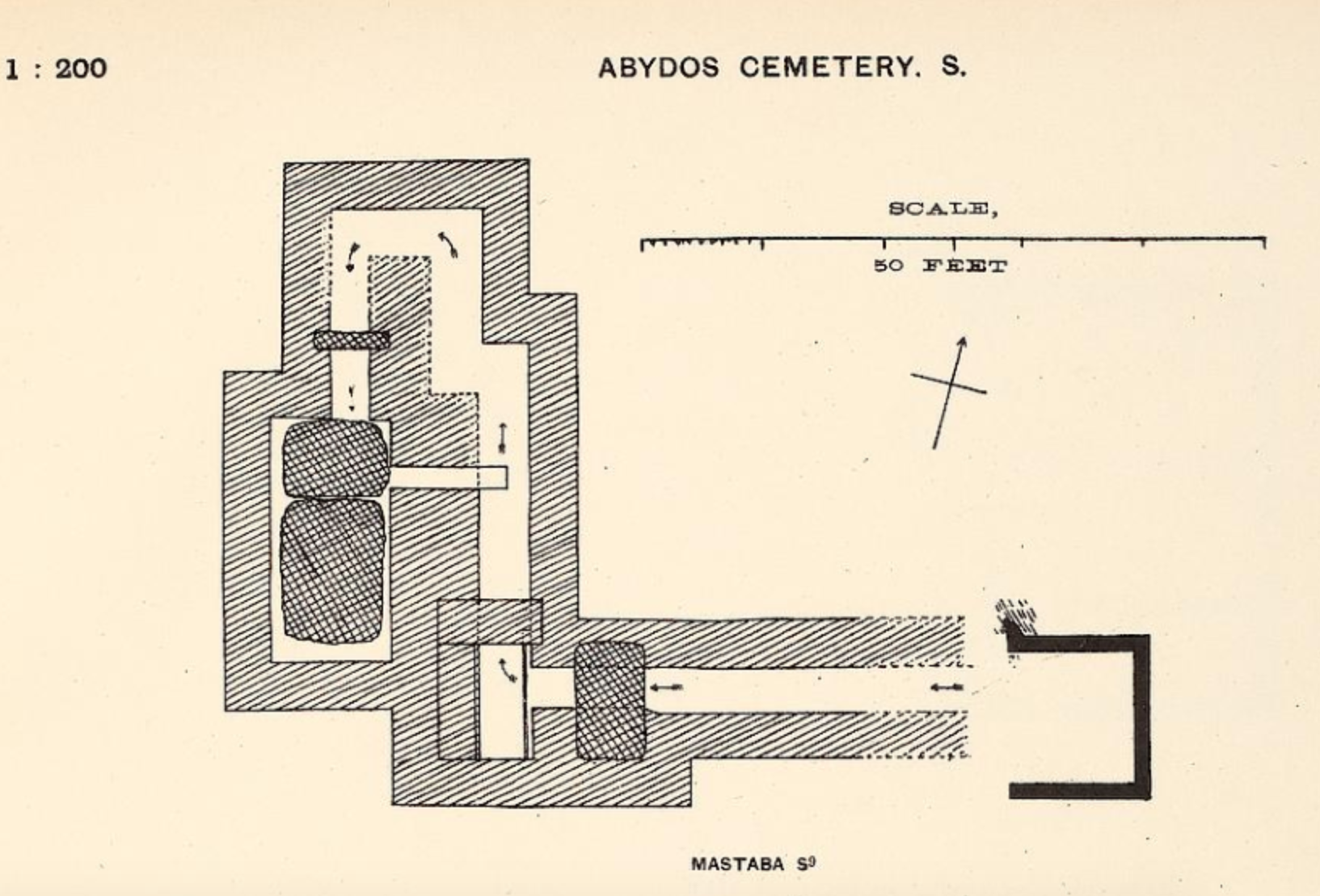
A sír alépítményének alaprajza

A S9 sír jelenleg egy vályogtégla kerítésfal maradványaiból áll, amely kb. 45×60 méteres területet vesz körül, valamint az északi rész előtt egy fehérre meszelt külső fal megmaradt szakaszából. Itt kis, négyszögletes kápolna állt, melyből csak egy sor tégla maradt fenn, ezen túl pedig a sír alépítményének a lejárata. A sírkomplexum alaprajza nagyban hasonlít a mazghúnai déli piramiséhoz.
Az alépítményt a kemény homokba építették, kb. 3 méterrel a felszín alá, és sima mészőlapokkal rakták ki. Egy járat vezet le a kvarcit zárókőig, melyet azért helyeztek ide, hogy a sírrablók ne jussanak be a sírkamrába. Ezt követi egy kövezett, 7×10 méteres kamra, ennek padlójából újabb járat nyílik, melyet két – mészkő és gránit – zárókő zárt el. Ezen túl van a sírkamra, benne három kvarcit-homokkőből készült hatalmas szarkofág, melynek külseje durván faragott de belseje szépen csiszolt. A sírkamra déli végében mélyedést alakítottak ki a sírmellékletek számára. A sír alépítménye meglehetősen hasonlít Hendzser piramisáéhoz. Az 1901-es ásatások során itt talált égett fadarabok azt mutatják, hogy a király fakoporsóját elpusztították. A régészek emellett az alépítményekben és a kerítésfal romjai közt égett gyolcsfoszlányokat, feliratozott, aranyozott gipszdarabokat a király múmiamaszkjából, fa- és fajanszberakások darabjait, kőedényeket, gyöngyöket és csonttűket is találtak.

### Típusa
A sír felszín feletti építményeinek semmi nyoma nem maradt fenn, így nehéz eldönteni, masztaba vagy piramis volt. Ayrton, Weigall és Petrie masztabasírnak tartották kerítésfala miatt, mert úgy gondolták, ez tartotta vissza az építményre halmozott homokot. Mivel azonban az S9 és az S10 is királysírnak épült, valamint építészetileg hasonlóságokat mutat a Középbirodalom végének Memphisz környéki piramisaival, Wegner felvetette, hogy talán az S9 is piramis lehetett. Aidan Dodson úgy tartja, még mindig nem lehet eldönteni, hogy piramis vagy masztabasír volt.

## Tulajdonosa

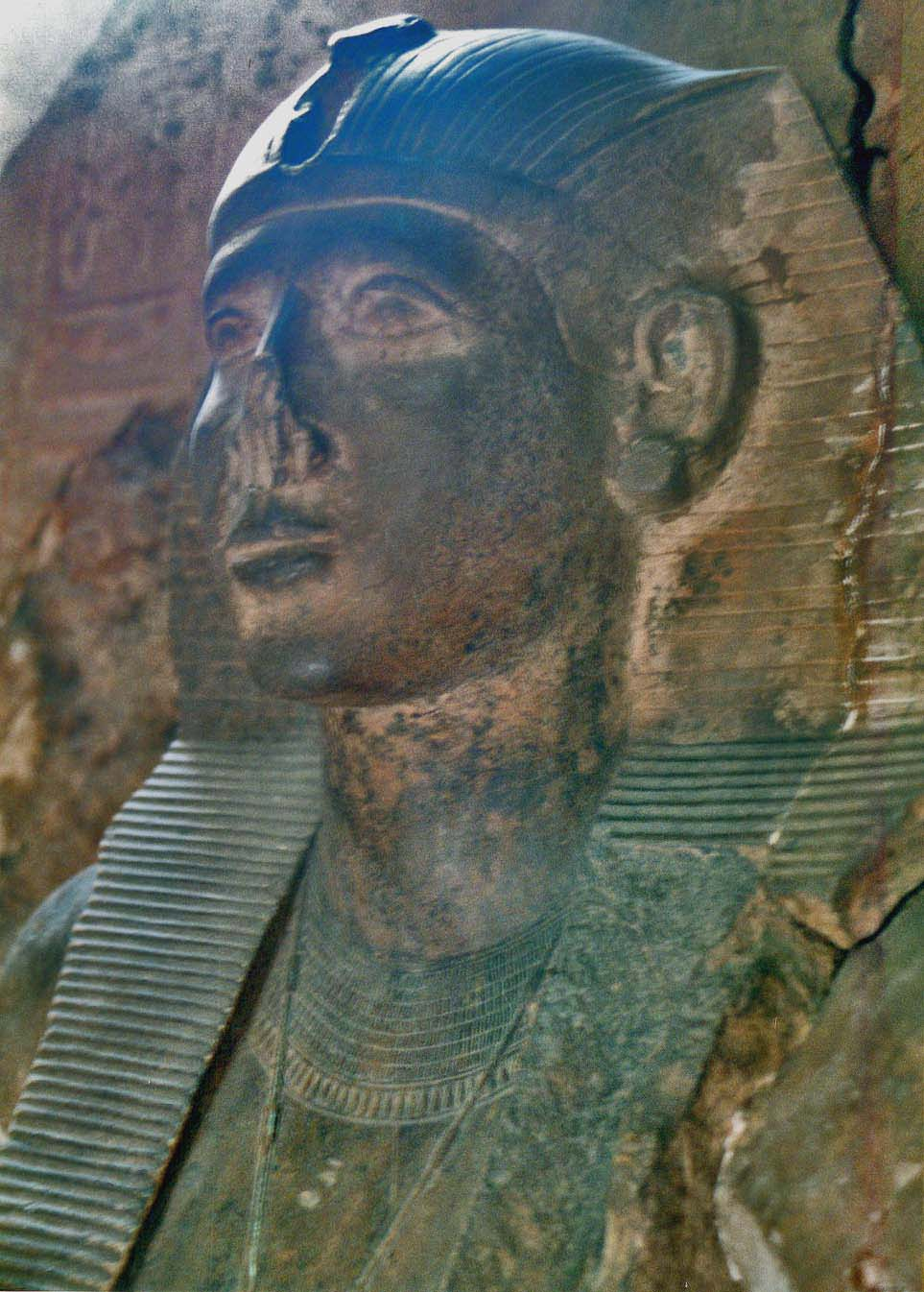
I. Noferhotep szobra egy karnaki naoszból; eredetileg talán az S9 sírban állt.

A 2003-as és 2014-es ásatások igen valószínűvé tették, hogy ez az építmény, valamint a szomszédos S10 sír királysírnak épült. Utóbbi ásatáson, melyet a Pennsylvaniai Egyetem végzett Josef W. Wegner vezetésével, az S10 sírkomplexum kerítésfalán belülről – a keleti oldalról, ahol egykor egy halotti templom állhatott – előkerült egy sztélé, melyen egy Szobek[hotep] nevű király reliefes ábrázolása és töredékesen fennmaradt neve állt. Emellett az S10 sír melletti, később épült második átmeneti kori sírokból előkerültek egy Szobekhotep nevét viselő fakoporsó darabjai. Ezek arra utalnak, az S10 sír a Középbirodalom végén készült. Míg a korai sajtóhírekben, melyet közvetlenül a felfedezések után közöltek le, I. Szobekhotepet nevezték meg a sír lehetséges tulajdonosaként, az újabb elemzés után úgy tűnik, IV. Szobekhotepé lehetett, mert ekkor a datálást már nemcsak a fakoporsó darabjainak stílusára alapozták, hanem arra is, hogy a sír nagy mérete azt jelenti, tulajdonosának elég sokáig kellett uralkodnia ahhoz, hogy be tudja fejezni. Ez csak III., IV. és VI. Szobekhotepre igaz, közülük pedig IV. Szobekhotep a legvalószínűbb, mivel hármuk közül ő uralkodott a leghosszabb ideig, valamint ő az egyetlen, akiről biztosan tudni, hogy voltak építkezései Abüdoszban. A mellette fekvő S9 sír így nagy valószínűséggel IV. Szobekhotep fivéréé és elődjéé, I. Noferhotepé. Ezt megerősíti, hogy mindkettejükről tudni, hogy sok tevékenységük összpontosult Abüdosz környékére.

## Fordítás
- Ez a szócikk részben vagy egészben  a   S 9 (Abydos) című angol Wikipédia-szócikk ezen változatának fordításán alapul.  Az eredeti cikk szerkesztőit annak laptörténete sorolja fel. Ez a jelzés csupán a megfogalmazás eredetét és a szerzői jogokat jelzi, nem szolgál a cikkben szereplő információk forrásmegjelöléseként.